# Laurent Daignault
Pour les articles homonymes, voir Daignault.
Laurent Daignault, né le 30 octobre 1968 à Montréal, est un patineur de vitesse sur piste courte canadien. Son frère Michel Daignault pratique lui aussi le patinage de vitesse sur piste courte.

## Palmarès
- Médaillé d'argent en relais sur 5 000 m aux Jeux olympiques d'hiver de 1992 à Albertville